# Varennes-sur-Tèche
Varennes-sur-Tèche är en kommun i departementet Allier i regionen Auvergne-Rhône-Alpes i de centrala delarna av Frankrike. Kommunen ligger  i kantonen Jaligny-sur-Besbre som ligger i arrondissementet Vichy. År 2022 hade Varennes-sur-Tèche 225 invånare.

## Befolkningsutveckling
Antalet invånare i kommunen Varennes-sur-Tèche
Referens: INSEE